# Nicole Wilkins-Lee
Nicole Wilkins-Lee (5 febbraio 1984) è una culturista statunitense, specializzata nella disciplina del figure.
Ha vinto nel 2009 l'edizione del Figure Olympia organizzata dalla IFBB.

## Competizioni
- 2009 IFBB Olympia - 1ª classificata
- 2009 IFBB New York Pro Figure - 1ª classificata
- 2009 IFBB Europa Show of Champions - 1ª classificata
- 2009 IFBB New York Pro Fitness - 4ª classificata
- 2009 IFBB Arnold Classic - 8ª classificata
- 2008 IFBB Olympia - 9ª classificata
- 2008 IFBB Pittsburgh Pro Figure - 2ª classificata
- 2008 IFBB New York Pro Fitness - 3ª classificata
- 2008 IFBB Arnold Classic Bodybuilding, Fitness And Figure Contest - 11ª classificata
- 2007 NPC Team Universe Bodybuilding, Fitness And Figure Championships - 1ª classificata
- 2007 NPC Team Universe Bodybuilding, Fitness And Figure Championships - 1ª classificata
- 2007 NPC Team Universe Bodybuilding, Fitness And Figure Championships - 1ª classificata
- 2007 NPC Junior Nationals Bodybuilding, Fitness And Figure Contest - 2ª classificata